# Човечија глиста
Човечија глиста (Ascaris lumbricoides) паразитира у цреву човека. Величине је до 35 cm. Овај нематод је највећи и најзаступљенији паразитски црв код човека, који узрокује болест аскаридоза. Процењује се да је једна шестина људске популације инфектирана са A. lumbricoides или другим ваљкастим црвима.
Јаја овог паразита заштићена су дебелом опном. Путем измета доспевају у спољашњу животну средину. Човек се може заразити једући неопраним рукама или једући недовољно опрано воће и поврће. Овај паразит је веома опасан јер се креће и може доћи до душника, што може изазвати гушење. То се најчешће дешава код деце.
Јединке врше врло сложене миграције. Код деце врло често ови паразити активно из желуца пењу се уз једњак до ждрела и излазе кроз
нос и уста детета или се спуштају у душник. Тело им је обло, издужено и зашиљено на оба краја. Размножавају се полно.